# Partido Conservador da Nicarágua
O Partido Conservador da Nicarágua (em espanhol: Partido Conservador, PC) é um partido político da Nicarágua. 
Os conservadores são o partido mais antigo do país, tendo sido fundados nos meados de 1830, pouco depois da independência. O partido teve uma rivalidade histórica com os liberais que várias vezes originou guerras civis entre apoiantes do partidos pelo controlo do país. 
Actualmente, o PC está longe da relevância do passado, tendo resultados pouco relevantes na política nacional.

## Resultados eleitorais

### Eleições presidenciais
| Data                       | Candidato apoiado        | CI.     | Votos   | %            |
| -------------------------- | ------------------------ | ------- | ------- | ------------ |
| 1920                       | Diego Manuel Chamorro    | 1.º     | 66 974  | 74,1 / 100,0 |
| 1924                       | Emiliano Chamorro Vargas | 2.º     | 28 760  | 34,2 / 100,0 |
| 1928                       | Martín Benárd            | 2.º     | 56 987  | 42,6 / 100,0 |
| 1932                       | Adolfo Díaz              | 2.º     | 53 845  | 41,4 / 100,0 |
| Dividido entre 1936 a 1950 |                          |         |         |              |
| 1950                       | Emiliano Chamorro Benard | 2.º     | 49 401  | 24,4 / 100,0 |
| 1957                       | Edmundo Amador Pineda    | 2.º     | 38 180  | 10,8 / 100,0 |
| 1963                       | Diego Chamorro           | 2.º     | 42 933  | 9,5 / 100,0  |
| 1967                       | Alejandro Marenco        | 3.º     | 3 120   | 0,6 / 100,0  |
| 1974                       | Edmundo Irías            | 2.º     | 66 320  | 8,3 / 100,0  |
| 1984                       | Boicote                  | Boicote | Boicote | Boicote      |
| 1990                       | Violeta Chamorro         | 1.º     | 777 552 | 54,7 / 100,0 |
| 1996                       | Noel Argüello            | 4.º     | 39 983  | 2,3 / 100,0  |
| 2001                       | Alberto Saborío Morales  | 3.º     | 30 670  | 1,4 / 100,0  |
| 2006                       | Eduardo Montalegre       | 2.º     | 650 879 | 29,0 / 100,0 |
| 2011                       | Édgar Tuckler            | 4.º     | 10 003  | 0,4 / 100,0  |
| 2016                       | Erick Cabezas            | 5.º     | 57 437  | 2,3 / 100,0  |

### Eleições legislativas
| Data                       | CI.                          | Votos                        | %                            | +/-                          | Deputados                    | +/-                          |
| -------------------------- | ---------------------------- | ---------------------------- | ---------------------------- | ---------------------------- | ---------------------------- | ---------------------------- |
| 1920                       | 1.º                          | 66 974                       | 74,1 / 100,0                 |                              | N/D                          |                              |
| 1924                       | 2.º                          | 28 760                       | 34,2 / 100,0                 | 39,9                         | N/D                          |                              |
| 1928                       | 2.º                          | 56 987                       | 42,6 / 100,0                 | 8,3                          | 24 / 43                      |                              |
| 1930                       | 2.º                          | N/D                          | N/D                          |                              | 14 / 43                      | 10                           |
| 1932                       | 2.º                          | 53 845                       | 41,4 / 100,0                 |                              | 14 / 43                      | Estável                      |
| 1934                       | 2.º                          | N/D                          | N/D                          |                              | 13 / 43                      | 1                            |
| Dividido entre 1936 a 1950 |                              |                              |                              |                              |                              |                              |
| 1950                       | 2.º                          | 49 401                       | 24,4 / 100,0                 |                              | 14 / 42                      |                              |
| 1957                       | 2.º                          | 38 180                       | 10,8 / 100,0                 | 13,6                         | 14 / 42                      | Estável                      |
| 1963                       | 2.º                          | 42 933                       | 9,5 / 100,0                  | 1,3                          | 14 / 42                      | Estável                      |
| 1967                       | 3.º                          | 3 120                        | 0,6 / 100,0                  | 8,9                          | 1 / 52                       | 13                           |
| 1972                       | 2.º                          | 174 897                      | 24,7 / 100,0                 | 24,1                         | 40 / 100                     | 39                           |
| 1974                       | 2.º                          | 66 320                       | 8,3 / 100,0                  | 16,4                         | 28 / 70                      | 12                           |
| 1984                       | Boicote                      | Boicote                      | Boicote                      | Boicote                      | Boicote                      | Boicote                      |
| 1990                       | União Nacional Opositora     | União Nacional Opositora     | União Nacional Opositora     | União Nacional Opositora     | União Nacional Opositora     | União Nacional Opositora     |
| 1996                       | 5.º                          | 36 543                       | 2,1 / 100,0                  |                              | 3 / 93                       |                              |
| 2001                       | 3.º                          | 29 933                       | 4,8 / 100,0                  | 2,7                          | 4 / 92                       | 1                            |
| 2006                       | Aliança Liberal da Nicarágua | Aliança Liberal da Nicarágua | Aliança Liberal da Nicarágua | Aliança Liberal da Nicarágua | Aliança Liberal da Nicarágua | Aliança Liberal da Nicarágua |
| 2011                       | Aliança Liberal da Nicarágua | Aliança Liberal da Nicarágua | Aliança Liberal da Nicarágua | Aliança Liberal da Nicarágua | Aliança Liberal da Nicarágua | Aliança Liberal da Nicarágua |
| 2016                       | 5.º                          | 49 329                       | 2,0 / 100,0                  |                              | 1 / 92                       |                              |